# Curetis siva
The Shiva's Sunbeam, Curetis siva là một loài bướm ngày thuộc họ Bướm xanh. Nó được tìm thấy ở châu Á.

## Hình ảnh

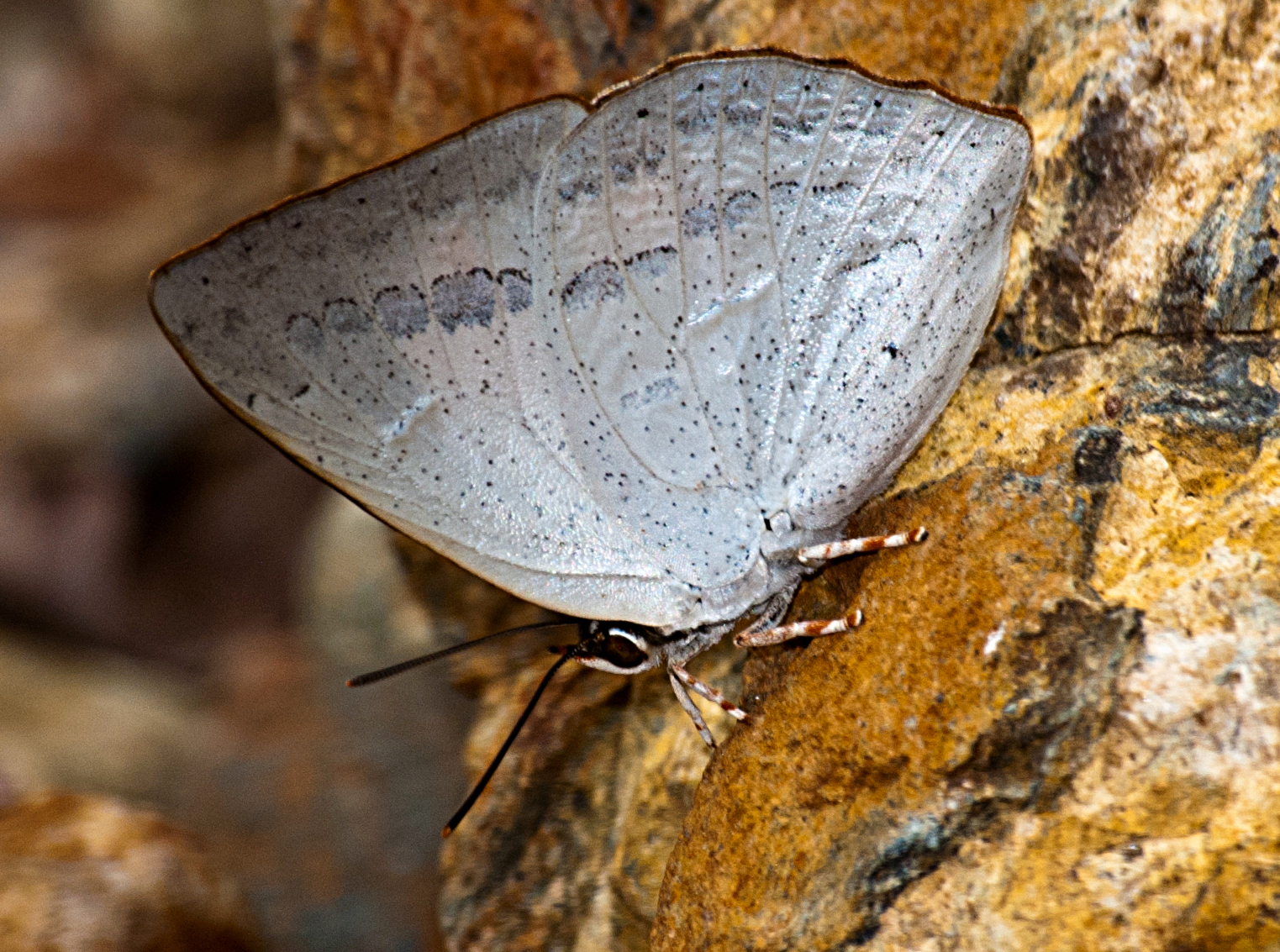
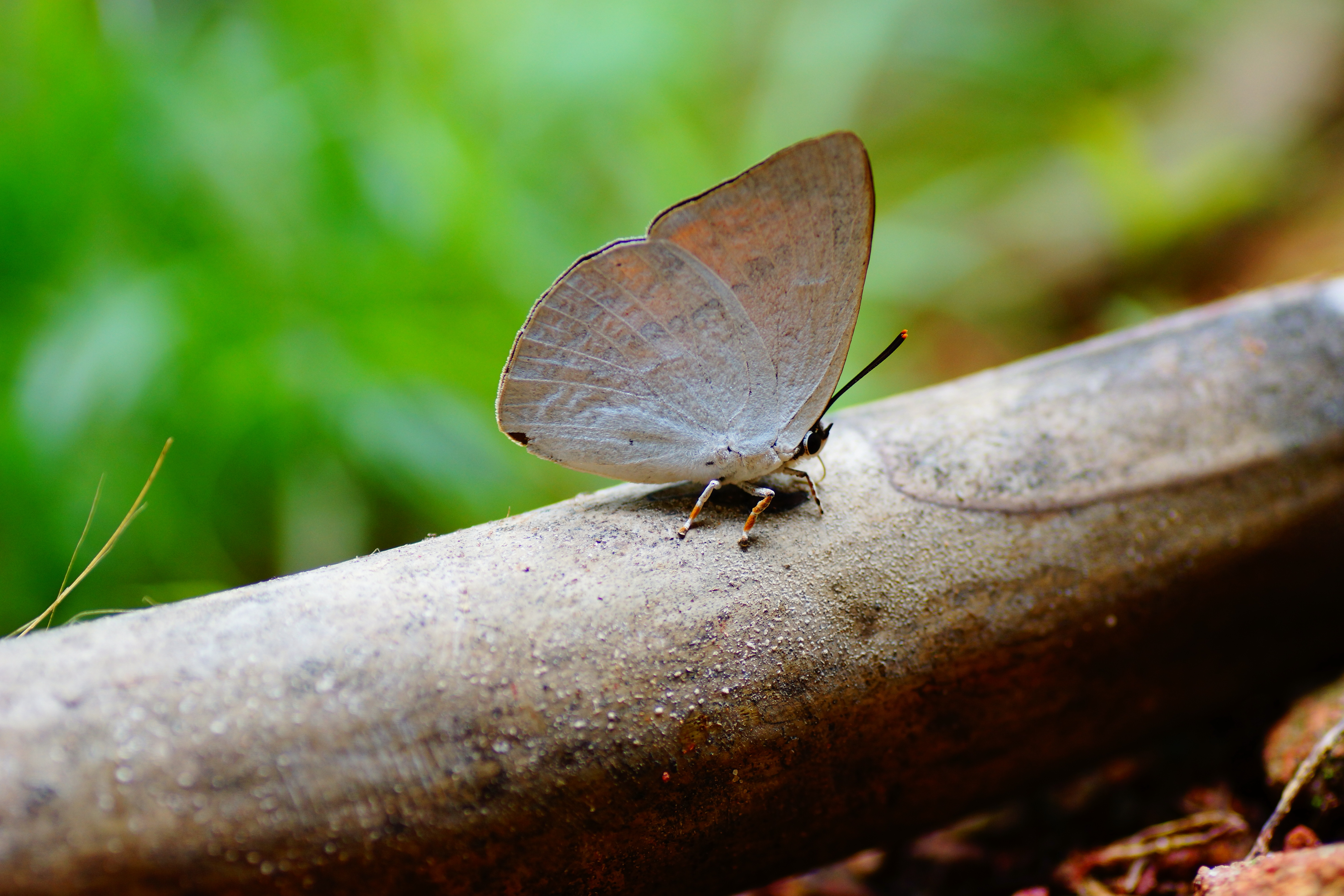
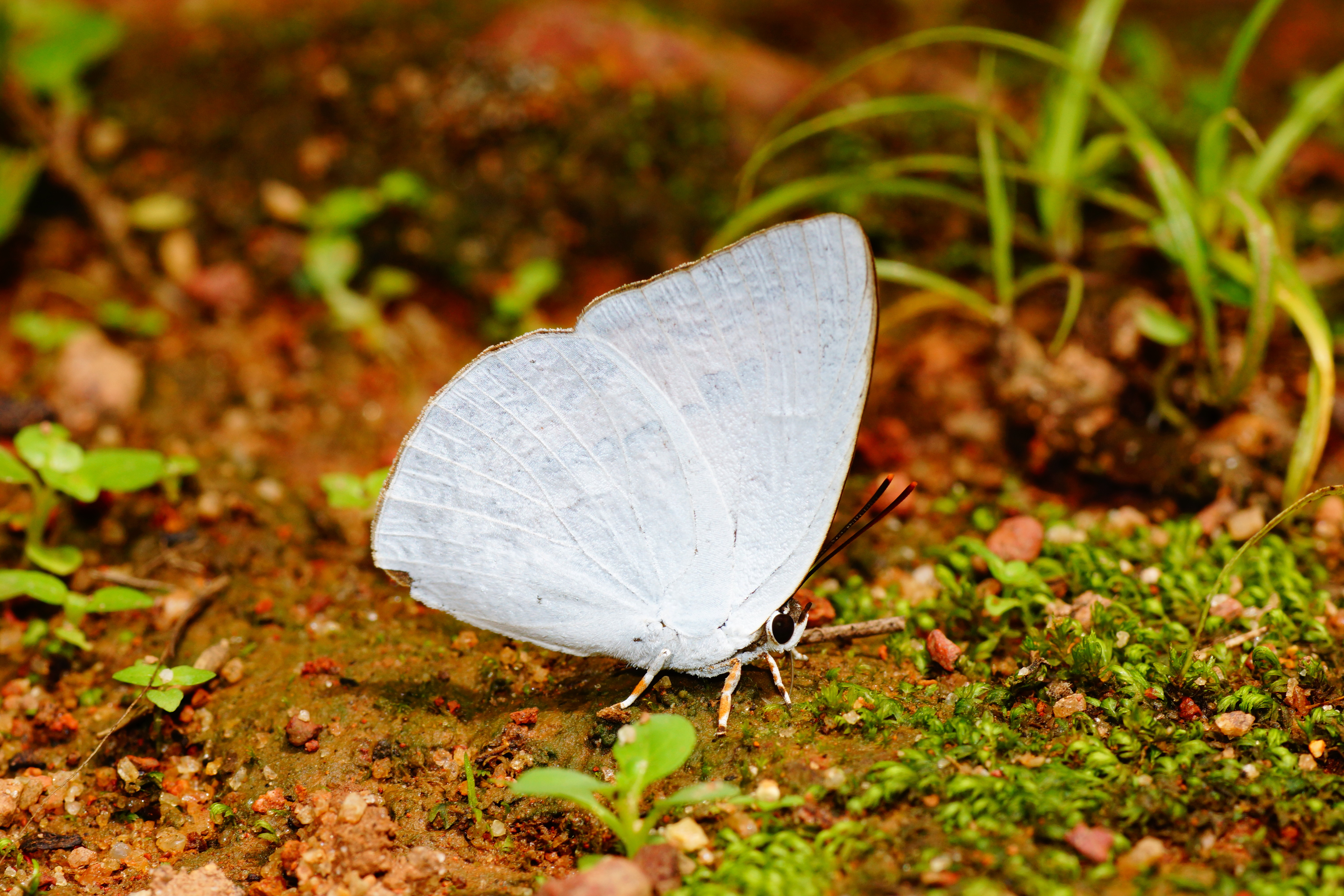